# Talent Team Papendal Arnhem 2017-2018 (femminile)
Questa voce raccoglie le informazioni riguardanti il Talent Team Papendal Arnhem nelle competizioni ufficiali della stagione 2017-2018.

## Organigramma societario
Area direttiva
- Presidente: ?

Area tecnica
- Allenatore: Juliën van de Vyver

## Rosa
| N° | Nome             | Ruolo | Data di nascita | Nazionalità sportiva |
| -- | ---------------- | ----- | --------------- | -------------------- |
| 1  | Eline Geerdink   | C     | 3 maggio 2000   | Paesi Bassi          |
| 2  | Sarah van Aalen  | P     | 2000            | Paesi Bassi          |
| 3  | Charlot Vellener | P     | 2001            | Paesi Bassi          |
| 4  | Annick Meijers   | S     | 23 marzo 2000   | Paesi Bassi          |
| 5  | Rianne Vos       | S     | 12 agosto 2000  | Paesi Bassi          |
| 6  | Dagmar Tree      | S     | 2000            | Paesi Bassi          |
| 7  | Fleur Meinders   | P     | 13 agosto 2001  | Paesi Bassi          |
| 8  | Demi Korevaar    | C     | 2000            | Paesi Bassi          |
| 9  | Susanne Kos      | L     | 2000            | Paesi Bassi          |
| 10 | Laura de Zwart   | C     | 1999            | Paesi Bassi          |
| 11 | Vera Mulder      | S     | 2000            | Paesi Bassi          |
| 12 | Tess de Vries    | O     | 21 marzo 2001   | Paesi Bassi          |
| 14 | Indy Baijens     | C     | 2001            | Paesi Bassi          |
| 15 | Lisa Nobel       | O     | 7 agosto 2000   | Paesi Bassi          |